# Austin A90 Atlantic
La A90 è un'autovettura prodotta dalla Austin Motor Company dal 1949 al 1952.
La nuova cabriolet venne presentata in anteprima al Salone dell'auto di Londra del 1948.